# Pointe Helbronner
Die Pointe Helbronner (italienisch Punta Helbronner) ist ein 3462 m hoher Berg in den Alpen. Er befindet sich in den Savoyer Alpen in der Mont-Blanc-Gruppe zwischen dem Grand Flambeau und der Aiguilles Marbrées auf der Wasserscheide zwischen Savoyen und dem Aostatal.
Benannt wurde die Bergspitze nach Paul Helbronner, einem französischen Alpinisten und Geodäten, der sich große Verdienste um die Kartierung der französischen Alpen erworben hatte.
Auf der Pointe Helbronner befindet sich die Bergstation der Funivie Monte Bianco, der Seilbahn von La Palud bei Courmayeur über das Rifugio Torino zur Pointe Helbronner, und die Anfangs- bzw. Endstation der umlaufenden Kleinkabinenbahn Vallée Blanche, die über den Glacier du Géant und das Vallée Blanche zur Aiguille du Midi schwebt.
Die Pointe Helbronner ist außerdem der Ausgangspunkt der Skiabfahrt über den Glacier du Géant zum Ende des Vallée Blanche und weiter über das Mer de Glace zum Chemin de fer du Montenvers und weiter nach Chamonix sowie für zahlreiche Hochgebirgstouren zu den benachbarten Gipfeln.
Die Pointe Helbronner bietet einen weiten Blick über das Aostatal und das Piemont.

## Neubau der Funivie Monte Bianco
Anfang 2012 begann der Neubau der Funivie Monte Bianco. Am 30. Mai 2015 wurde die 360° Seilbahn Skyway Monte Bianco zur Pointe Helbronner eingeweiht.